# مونيوا
مونيوا  هي أكبر مدينة في إقليم ساجينغ في ميانمار، وتقع على بعد 136 كيلومترًا (85 ميل) شمال غرب ماندالاي على الضفة الشرقية لنهر تشيندوين.  مونيوا هي واحدة من أكبر المدن الاقتصادية في ميانمار.  تُعرف أيضًا باسم "مدينة النيم" لأن العديد من شوارع المدينة تصطف على جانبيها أشجار النيم.